# Valenciennes FC
Valenciennes Football Club är en fransk fotbollsklubb från Valenciennes. Hemmamatcherna spelas på Stade Nungesser.

## Historik
Valenciennes bildades 1913 och fick tre år senare namnet "Union Sportive Valenciennes-Anzin".  1993  var klubben tillsammans med Olympique de Marseille inblandad i en skandal med uppgjorda matcher. Marseilles dåvarande ordförande Bernard Tapie tros ha mutat Valenciennes spelare så att Marsille skulle få mer tid att förbereda sig för den kommande UEFA Champions League-finalen. Båda klubbarna blev nedflyttade som en följd av skandalen. 
1996 döptes klubben om till "Valenciennes Football Club". Säsongen 2005/2006 vann laget Ligue 2 och blev därför uppflyttade till Ligue 1. Säsongen innan dess hade man vunnit den franska tredjedivisionen, Championnat National.

## Spelare

### Truppen 2021/2022
| Nr | Land            | Pos | Namn                              |
| -- | --------------- | --- | --------------------------------- |
| 1  | Benin           | MV  | Saturnin Allagbé (lån från Dijon) |
| 2  | Frankrike       | F   | Éric Vandenabeele                 |
| 3  | Mauretanien     | F   | Aly Abeid                         |
| 4  | Benin           | MF  | Sessi D'Almeida                   |
| 5  | Algeriet        | F   | Maxime Spano                      |
| 6  | Frankrike       | MF  | Julien Masson                     |
| 7  | Togo            | MF  | Floyd Ayité                       |
| 8  | Frankrike       | MF  | Noah Diliberto                    |
| 9  | Frankrike       | MF  | Gaëtan Robail (lån från Lens)     |
| 10 | Kamerun         | MF  | Arsène Elogo                      |
| 11 | Frankrike       | F   | Laurent Dos Santos                |
| 14 | Frankrike       | F   | Joffrey Cuffaut                   |
| 16 | Elfenbenskusten | MV  | Hillel Konaté                     |

| Nr | Land         | Pos | Namn                             |
| -- | ------------ | --- | -------------------------------- |
| 17 | Algeriet     | MF  | Aymen Boutoutaou                 |
| 19 | Burkina Faso | MF  | Abou Ouattara                    |
| 18 | Belgien      | A   | Baptiste Guillaume               |
| 20 | Frankrike    | F   | Ismaël Doukouré                  |
| 21 | Frankrike    | MF  | Mohamed Kaba                     |
| 22 | Mali         | MF  | Sambou Yatabaré                  |
| 23 | Frankrike    | MF  | Gaëtan Arib                      |
| 24 | Frankrike    | F   | Allan Linguet                    |
| 25 | Ghana        | F   | Emmanuel Ntim                    |
| 26 | Frankrike    | F   | Mathieu Debuchy                  |
| 27 | Frankrike    | MF  | Mathis Picouleau                 |
| 30 | Frankrike    | MV  | Lucas Chevalier (lån från Lille) |

### Utlånade spelare
| Nr | Land            | Pos | Namn                            |
| -- | --------------- | --- | ------------------------------- |
| —  | Frankrike       | MV  | Nicolas Kocik (lån från Cholet) |
| —  | Elfenbenskusten | A   | Moussa Guel (lån från Red Star) |

| Nr | Land            | Pos | Namn                              |
| -- | --------------- | --- | --------------------------------- |
| —  | Elfenbenskusten | A   | Issouf Macalou (lån från Le Mans) |